# Huraa (Insel)
Huraa ist eine Insel des Nord-Malé-Atolls im Inselstaat Malediven in der Lakkadivensee (Indischer Ozean). Sie gehört zum Verwaltungsatoll Kaafu und hatte 2014 etwa 1014 Einwohner.

## Geographie
Die Insel liegt im Südosten des Atolls auf einer gemeinsamen Riffplattform mit der nahegelegenen Touristeninsel Kanifinolhu im Nordosten und dem direkt angrenzenden Kudahuraa.